# 秦昌守
秦 昌守（チン・チャンス、1985年10月26日 - ）は、東京都出身の韓国人サッカー選手。Kリーグ2・安山グリナースFC所属。ポジションはMF、FW。主に左ウイングでプレーする。

## 来歴
東京朝鮮中高級学校卒業後に東京都社会人サッカーリーグ2部の九曜FC、徳島県サッカーリーグ1部の徳島ヴォルティス・カバロスでのプレーを経て、2006年にJFLの佐川急便大阪SCに加入。同クラブは翌2007年に佐川急便東京SCと合併してSAGAWA SHIGA FCとなったが、ここでもう1年プレーした。
2008年はFC KOREAに加入。また、同年に開催された大韓民国全国体育大会に在日韓国人代表で参加した。大会後、オファーを受けてK3リーグ（4部）の抱川シチズンFCに加入。これ以降、韓国でプレーを続けることになる。2009年シーズン、10ゴール16アシストを記録して、2010年にナショナルリーグの江陵市FCに移籍する。
2013年のKリーグドラフトでKリーグチャレンジの高陽Hi FCから指名を受けてプロサッカー選手となる。2014年に慶州韓国水力原子力FCに加入するが、翌2015年は再び高陽Hi FCでプレーした。
2016年、富川FC 1995に移籍し、3シーズンプレーする。
富川退団後は半年間無所属だったが、2019年6月に安山グリナースFCに加入。